# Romanzo rosa

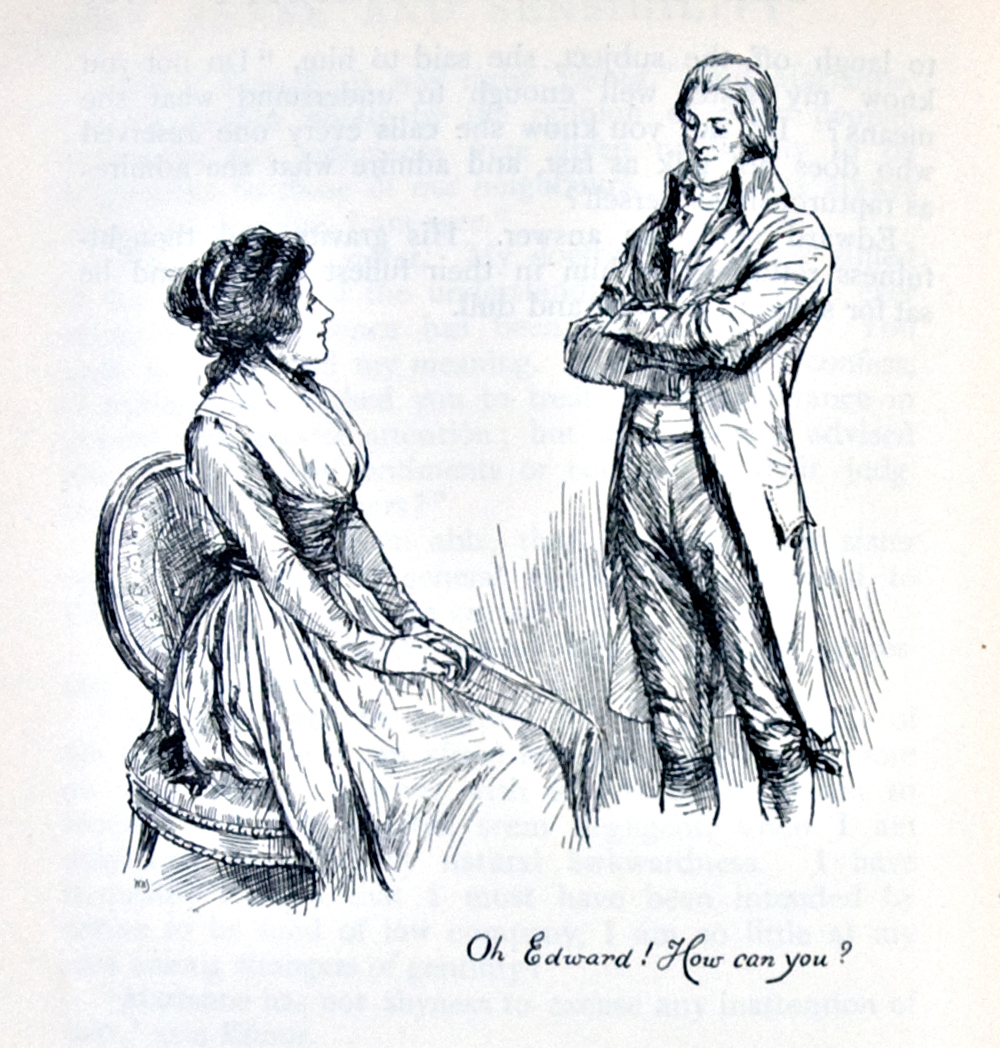
"Oh Edward! Come puoi?" Marianne rimprovera Edward per aver scherzato sul fatto che Willoughby cercasse moglie in un'illustrazione di fine Ottocento tratta da Ragione e sentimento (1811) di Jane Austen, pioniera del genere

Il romanzo rosa è un appellativo di un  genere letterario caduto in disuso che narra di storie d'amore e del loro intreccio che si dipanano in genere in avventure e intrighi che può avere o non avere un lieto fine a seconda delle scelte dello scrittore. 
I romance (dall' inglese: romanticismo, stato tradotto però come "romanzo rosa" per non essere confuso, appunto, con il Romanticismo) presentano una struttura formale molto simile alla fiaba, infatti in ogni romanzo i personaggi svolgono ruoli che seguono uno schema ben preciso simile a quello presentato da Propp: l'eroina protagonista (la tipica fanciulla giovane e bella che va incontro al pericolo), l'eroe (protagonista maschile e figura molto importante nel romanzo rosa in quanto "cavaliere" nonché "uomo amato" dalla protagonista che la salva sempre dal pericolo), l'antagonista (solitamente anche quella di sesso femminile, come per esempio la matrigna cattiva, ma non così frequente come la figura della protagonista, può anche capitare che l'antagonista sia un maschio che rapisce la fanciulla per poi sposarla contro il suo volere), l'amico/a aiutante dei protagonisti (la figura che nelle fiabe riveste il ruolo di fata madrina) e tanti altri personaggi secondari che si intrecciano sullo sfondo di intrighi politici, complotti, duelli, guerre, ecc...
La struttura della trama è solitamente semplice e facile alla lettura, i periodi sono brevi e le scene descrittive non risultano mai esageratamente ampollose e articolate. Proprio a causa di questo schema il romanzo rosa riflette molto sia dal punto di vista formale che contenutistico il genere letterario della fiaba e della favola. È considerato un tipo di romanzo appartenente alla letteratura di consumo anche se alcuni romanzi rosa come quelli di Kathleen E. Woodiwiss fanno parte della letteratura storica.
Le collane più note sono quelle dell'harlequin Harmony e dei romanzi in Mondadori.
I romanzi rosa sono destinati in genere a un pubblico femminile e anche le autrici sono prevalentemente donne, anche se non mancano le eccezioni.

## Storia
Il romanzo rosa ebbe grande successo soprattutto nei primi decenni del Novecento con la numerosissima pubblicazione in Francia di Delly - pseudonimo dei fratelli Jeanne-Marie (1875-1947) e Frédéric Petitjean de la Rosière (1876-1949) - e di altri prolifici autori del genere, come Berthe Bernage (1886-1972), Max Du Veuzit - pseudonimo di Alphonsine Zéphirine Vavasseur (1876-1952) - e Magali - pseudonimo di Jeanne Philbert (1898-1996).
In area anglofona, l'inglese Elinor Glyn (1864-1943), con i suoi romanzi venati di erotismo, diventò una dei personaggi più influenti nella cultura popolare degli anni venti. Altre popolari autrici inglesi di romanzi rosa furono Berta Ruck (1878-1978), Ruby Ayres (1883-1955) e Barbara Cartland (1901-2000).
In Italia, i primi romanzi sentimentali furono pubblicati nel XIX secolo e pioniera fu la toscana Orsola Cozzi, ma il successo del genere fu assicurato dalla Biblioteca delle signorine, pubblicata a partire dal 1912 dall'editore Salani. A questa fortunata collana seguirono i Romanzi della rosa, che comprendevano anche i romanzi del ciclo della Primula Rossa, scritti dalla Baronessa Orczy (1865-1947).
A partire dagli anni Trenta, in Italia ebbero inoltre grande successo i romanzi di Liala, di Mura, di Luciana Peverelli; tra gli anni Ottanta e Duemila, alcune tra le scrittrici che nella Penisola hanno meglio rappresentato il genere del romanzo sentimentale sono Sveva Casati Modignani, Maria Venturi, Susanna Tamaro e Margaret Mazzantini.
Una delle collane rosa che ha ottenuto un vero successo di vendita è Harmony nata all'inizio degli anni ottanta per iniziativa di Laura Donnini, direttrice di Harlequin Mondadori.